# Prosoligosita proxima
Prosoligosita proxima is een vliesvleugelig insect uit de familie Trichogrammatidae. De wetenschappelijke naam is voor het eerst geldig gepubliceerd in 2009 door Hayat.